# ژولیت ژاک
ژولیت ژاک متولد ۳ اکتبر سال ۱۹۸۱ روزنامه نگار ، منتقد و نویسنده انگلیسی داستان کوتاه است ، که به دلیل کار در زمینه تجربه تغییرجنسیت از جمله تغییر او به عنوان یک زن ترنس معروف است . او در دو قسمت از پادکست دموکراسی رسانه حضور یافت و در مورد نحوه برخورد رسانه های انگلیس با افراد ترنس و غیر هم جفت در دهه گذشته صحبت کرد. 

## تحصیلات
ژاک در ردهیل ، ساری متولد شد و در نزدیکی هورلی بزرگ شد. او قبل از اینکه والدینش او را به یک مدرسه جامع محلی منتقل کنند ، دو سال در مدرسه گرامر Reigate تحصیل کرد ،  و سپس به دنبال تحصیل در کالج ریچارد کالیر در هورشام ، واقع در ساسکس غربی در رشته تاریخ دانشگاه منچستر و سپس به دنبال تحصیل در رشته ی ادبیات و فیلم دانشگاه ساکس بود.

## نوشتن
در سال ۲۰۰۷ ، او کتابی راجع به نویسنده آوانگارد انگلیسی Rayner Heppenstall برای مطبوعات dalkey Archive pressمنتشر کرد. خاطرات او با عنوان Trans (ترنس ) توسط Verso Books در سال ۲۰۱۵ منتشر شده است. این کتاب از سریالی که ژاک از سال ۲۰۱۰ تا سال ۲۰۱۲ برای روزنامه گاردین نوشت بیرون آمد. به طوریکه او ستون هایی منظم برای گاردین در مورد  هویت جنسی ، برای دولتمرد جدید  در زمینه ی ادبیات، فیلم، هنر و فوتبال نوشته است ، و به طور گسترده در زمینه ی فیلم در امواج فیلم ، سرگیجه و Cineaste منتشر شده است. او شروع به نوشتن تواریخی برای تغییر جنسیت خود در سال ۲۰۱۰کرد. وی در کتاب "زنان در لباس"با شیلا هتی به مشارکت پرداخت که در سال ۲۰۱۴ منتشر شد.

## جوایز
او برای سریال خود در زمینه تغییر جنسیت در سال ۲۰۱۱ در لیست طولانی جایزه جرج اورول قرار گرفت .  وی در سال ۲۰۱۲ به عنوان یکی از روزنامه نگاران با نفوذ و تاثیر گذار در فهرست صورتی های مستقل در روز یکشنبه انتخاب شد  و همچنین در لیست ۲۰۱۳ قرار گرفت. 
ژاک همچنین فوتبال بازی می کند ، و در مسابقات جهانی IGLFA 2008 با سپاهان برایتون قهرمان shield شد. 
در طی دوره اصلاحات اندرو لنسلی ، ژاک برای چندین سال در سرویس جهانی سلامت کار کرد. وی در سال ۲۰۱۴ از کار برکنار شد. او در مورد این دوره از سرویس جهانی سلامت در مقاله ای شخصی برای شکت مجله ی انگلیسی به نام New Stateman نوشت . 